# Musée d'Ixelles
Pour les articles homonymes, voir Musée des Beaux-Arts.

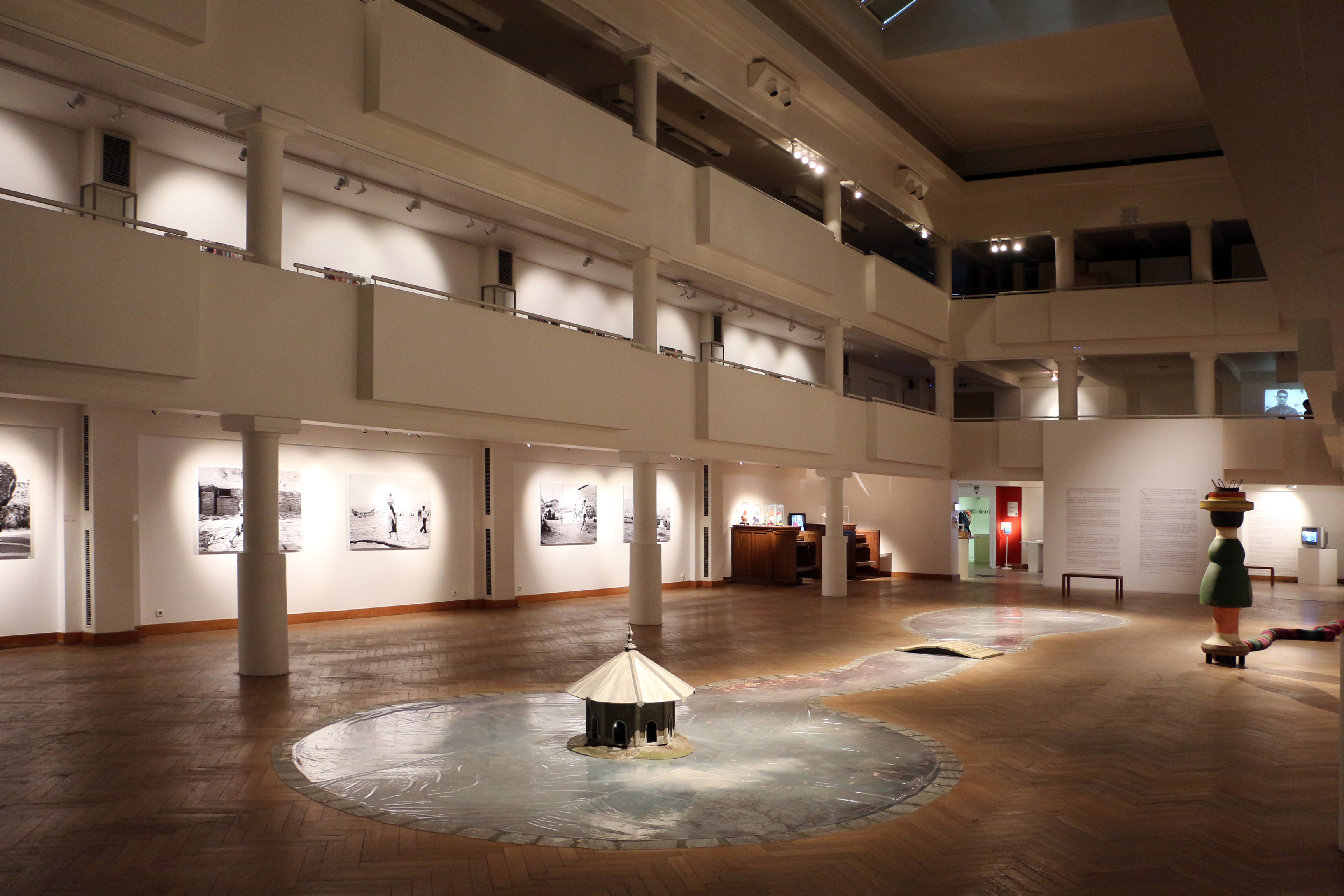
Intérieur du musée.

Le musée communal des Beaux-Arts d'Ixelles présente un vaste panorama de l'art belge des XIXe et XXe siècles. Ses collections rassemblent des peintures, des sculptures, des dessins représentant les différents courants artistiques de cette période : réalisme, impressionnisme, luminisme, néo-impressionnisme et symbolisme pour le XIXe siècle et, plus proches de nous, fauvisme, expressionnisme, cubisme, surréalisme, abstraction construite et lyrique ainsi que les principales tendances actuelles. Un échantillon de maîtres flamands et quelques représentants d'écoles étrangères complètent cet ensemble. Une collection d'affiches également, dont l'ensemble le plus exhaustif au monde des affiches de Toulouse-Lautrec.
Le musée organise régulièrement des expositions temporaires.

## Historique
Le musée des Beaux-Arts d'Ixelles est inauguré le 31 mai 1892 par le roi Léopold II, la reine Marie-Henriette et leur fille la princesse Clémentine.
Il fut créé d'abord pour contenir la donation du peintre Edmond De Pratere (1826-1888) et s'accrut rapidement grâce aux dons de généreux mécènes comme Léon Gauchez (1825-1907), Fritz Toussaint (1846-1920), beau-frère de l'architecte Joseph Poelaert, Joseph Botte, Octave Maus (1856-1919) et Max Janlet (1903-1976). Le musée comprend également de nombreuses œuvres des écoles contemporaines et conserve actuellement (2024) près de 15000 œuvres.

## Liste (non exhaustive) des conservateurs du Musée communal des Beaux-Arts d'Ixelles
- Emile Meunier (1902[2]-1926[3])
- Jean-Joseph Hoslet (1929[4]-1956[5])
- Jean Coquelet (1957-1987[6])
- Nicole d'Huart (1987-2007)
- Claire Leblanc (depuis 2007)

## La donationFritz Toussaint
Le noyau central du musée d'Ixelles est constitué autour de l'importante collection de peintures offerte par Fritz Toussaint, peintre et mécène. Fritz Toussaint était notamment le beau-frère de l'architecte Joseph Poelaert, époux de sa sœur, Léonie Toussaint.
Une salle du musée d'Ixelles porte ainsi le nom de Fritz Toussaint.

## Collection
- Guillaume Vogels : La Sennette à Ruysbroeck (c.1880), Plage d'Ostende (c.1887), Chemin détrempé.
- Jan Verhas : Les Demoiselles van den Perre (1887)
- Adriaan Joseph Heymans :
- Leonid Frechkop
- Paul de Lapparent
- Francis Herth

## Œuvre rare conservée
- Le musée expose un tableau d'un peintre italien nommé l'Acquasparta, vraisemblablement originaire d'Acquasparta. Actif vers 1590, élève du Cavalier d'Arpin, cette œuvre est citée, sans sa localisation, dans le dictionnaire artistique Bénézit.

## Galerie

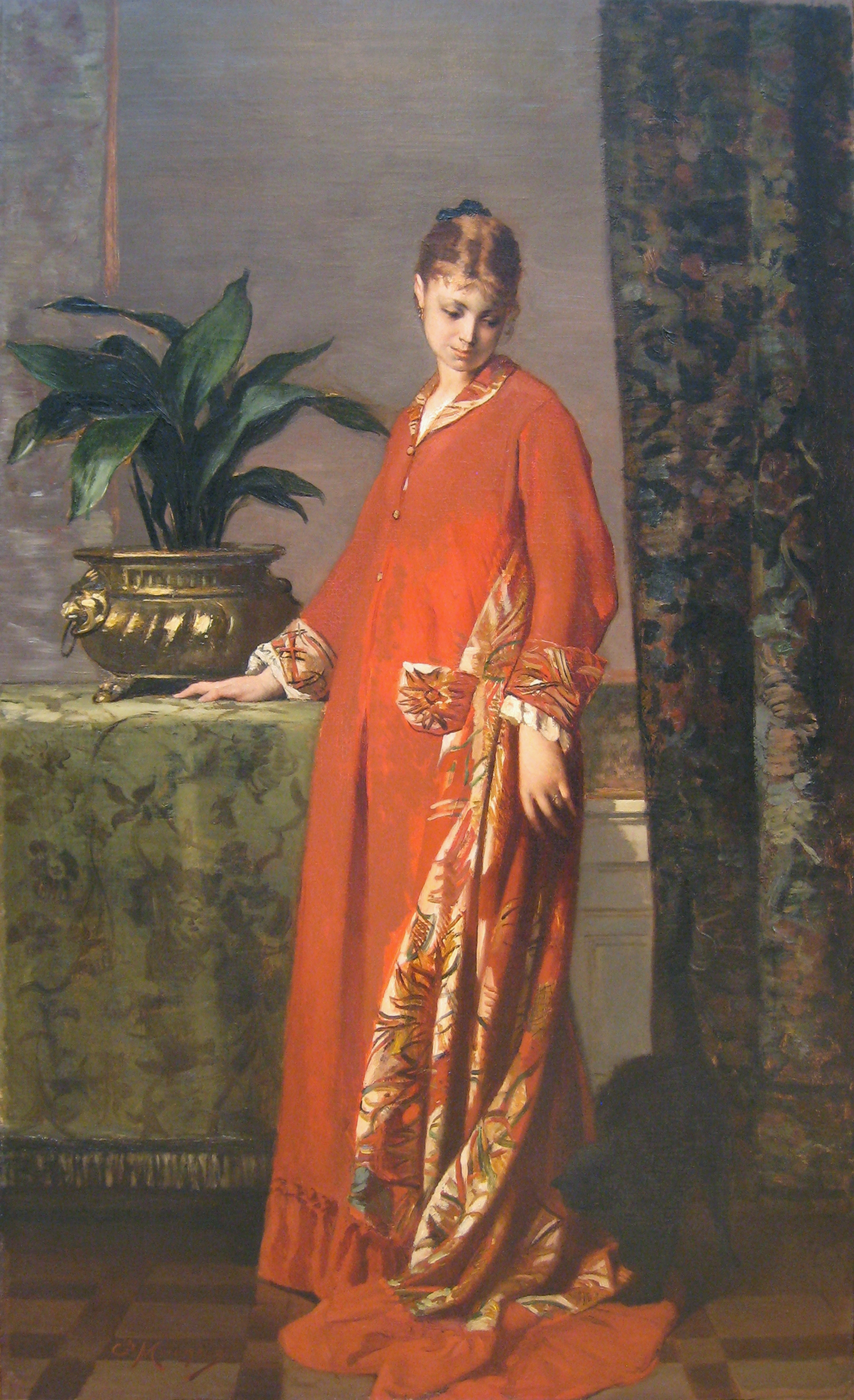
Constantin Meunier Portrait de Jeanne Meunier
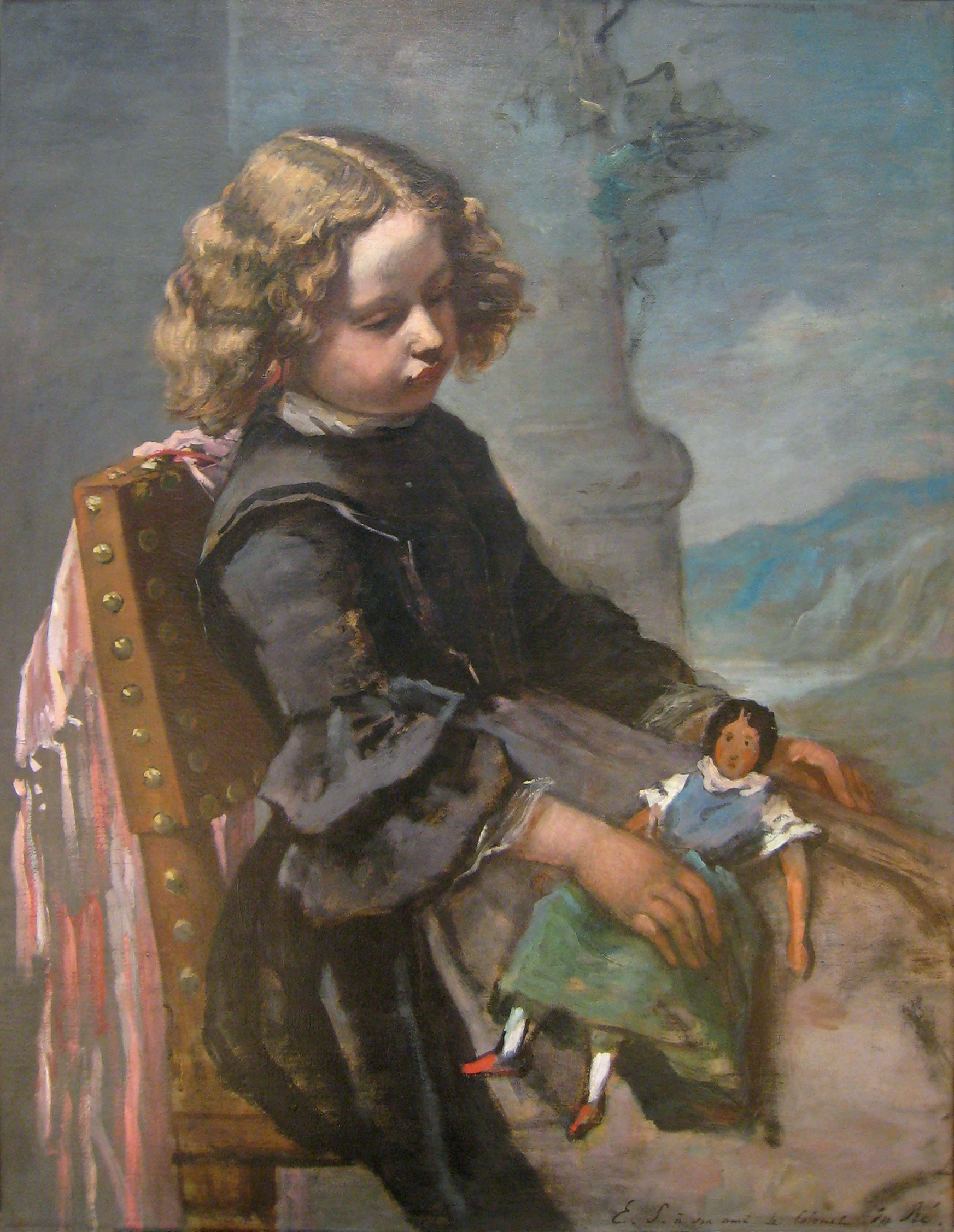
Eugène Smits L'Enfant à la poupée
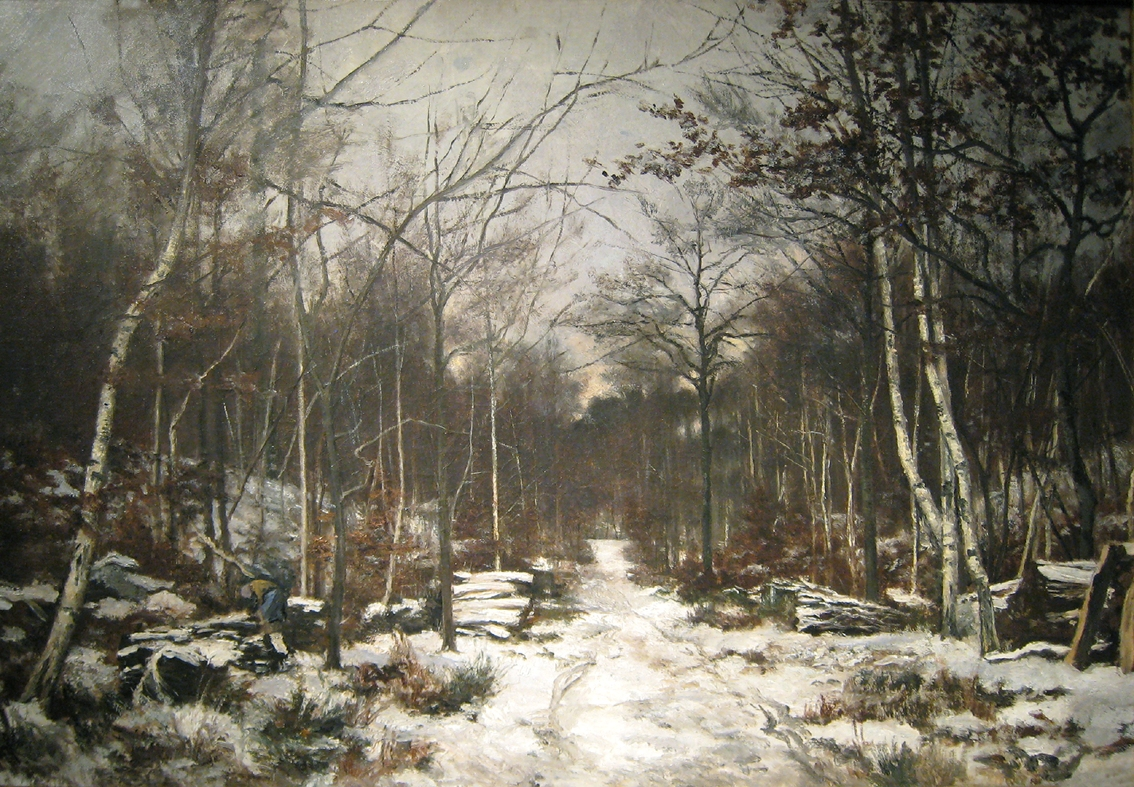
Joseph Coosemans La Forêt de Soignes
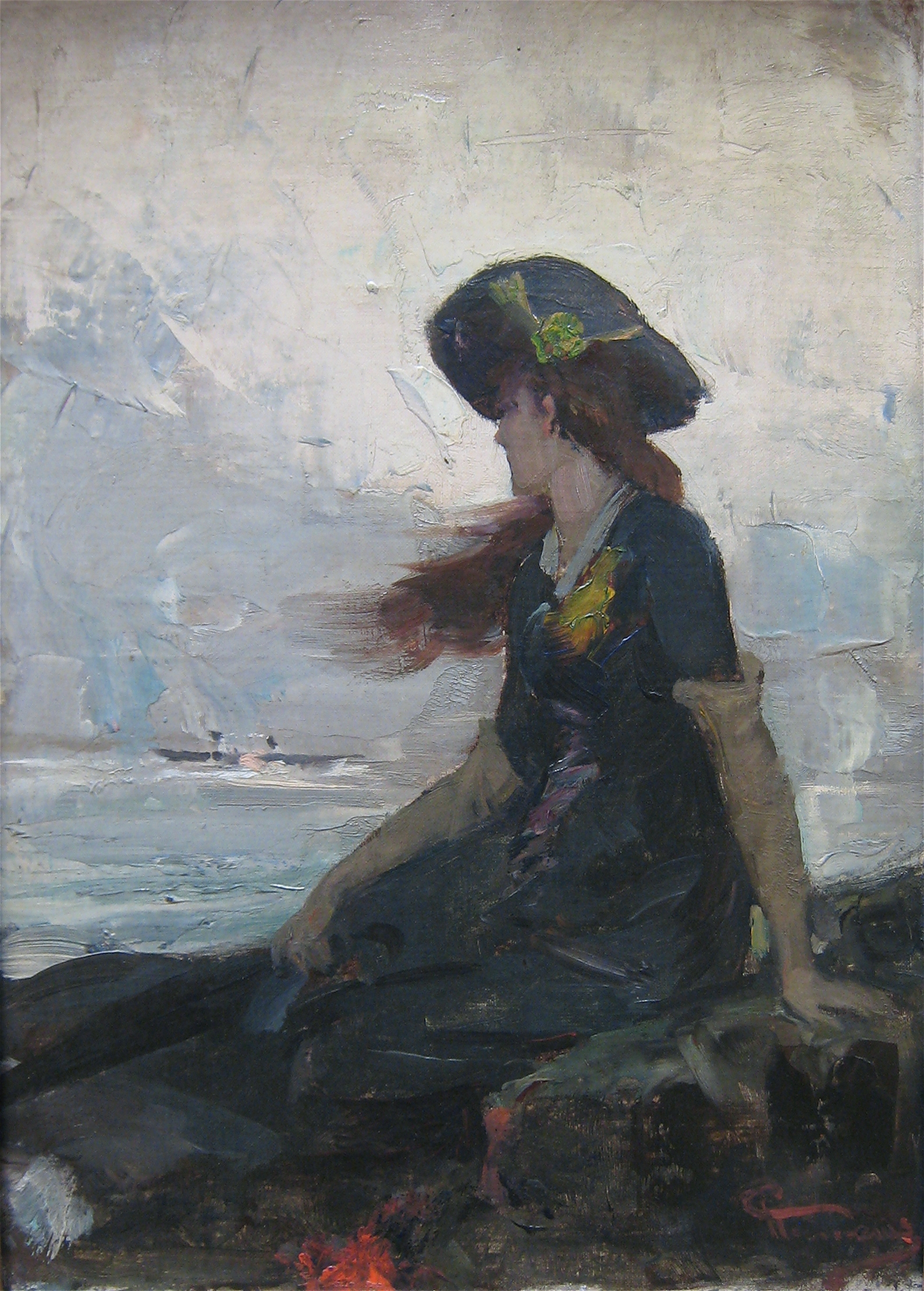
Charles Hermans Jeune fille au bord de la mer
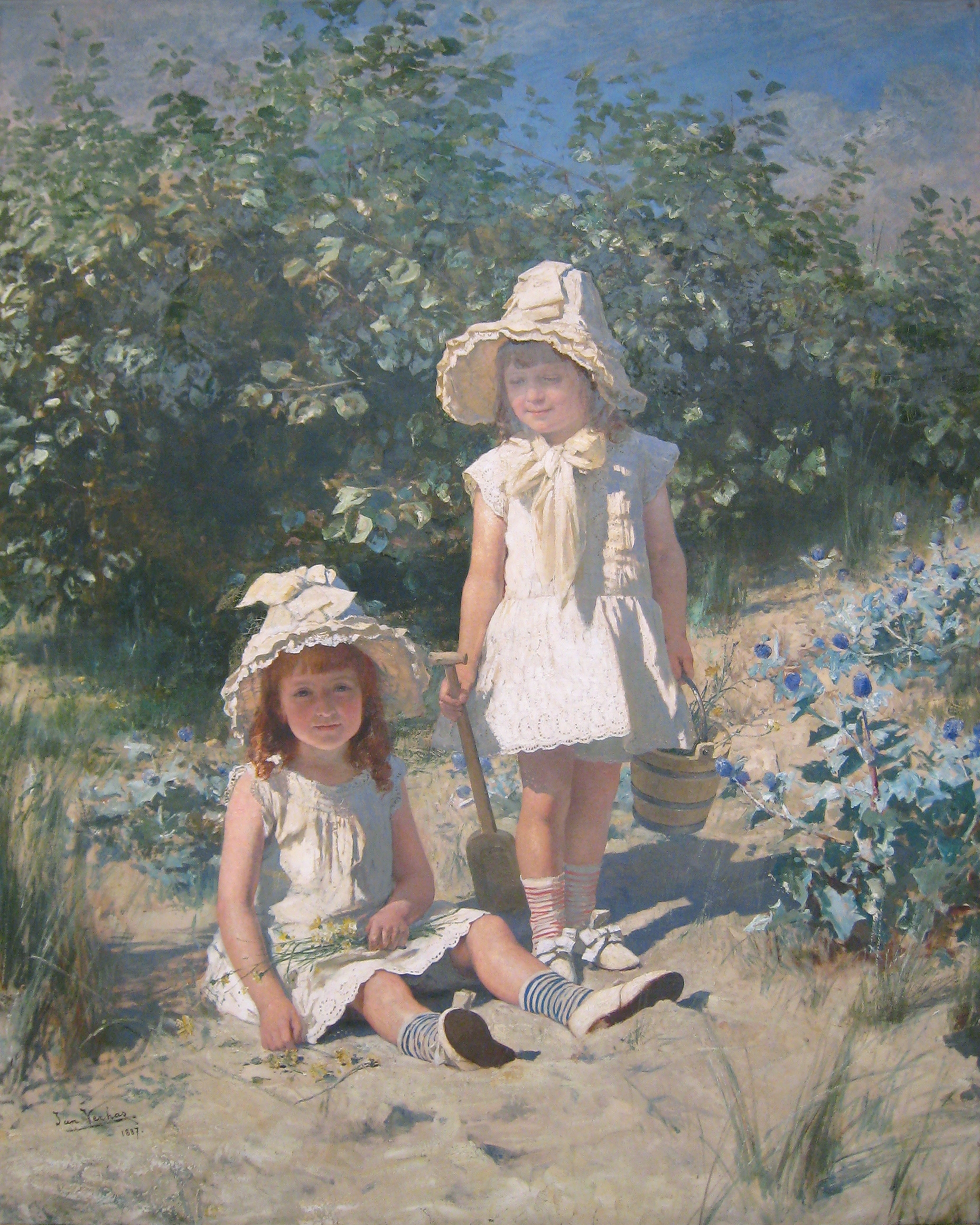
Jan Verhas Les Demoiselles van den Perre (1887)
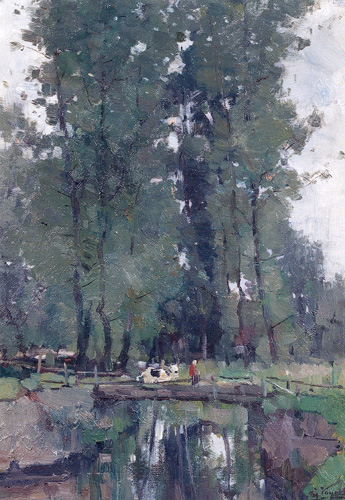
Guillaume Vogels La Sennette à Ruysbroek
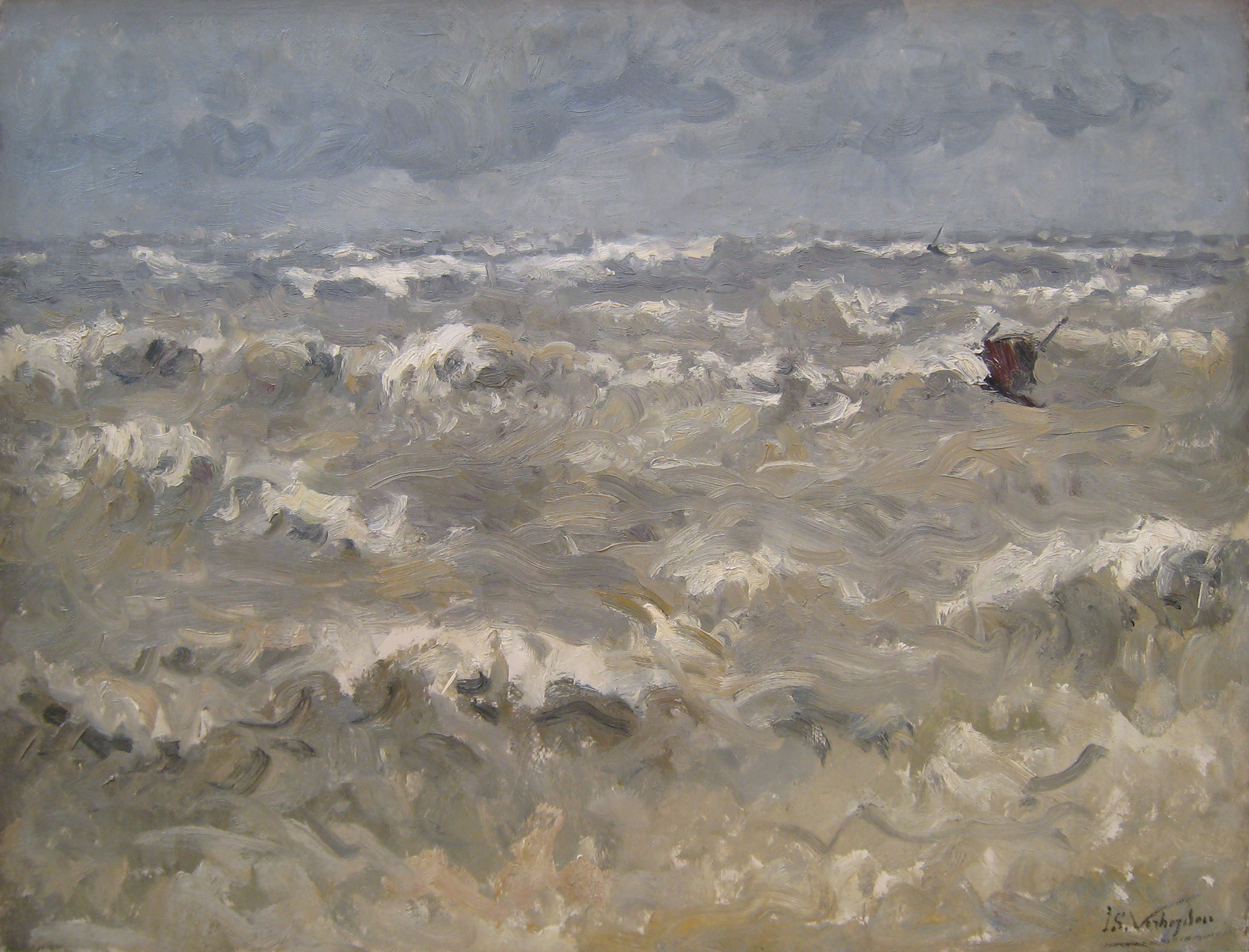
Isidore Verheyden Mer agitée (1893)
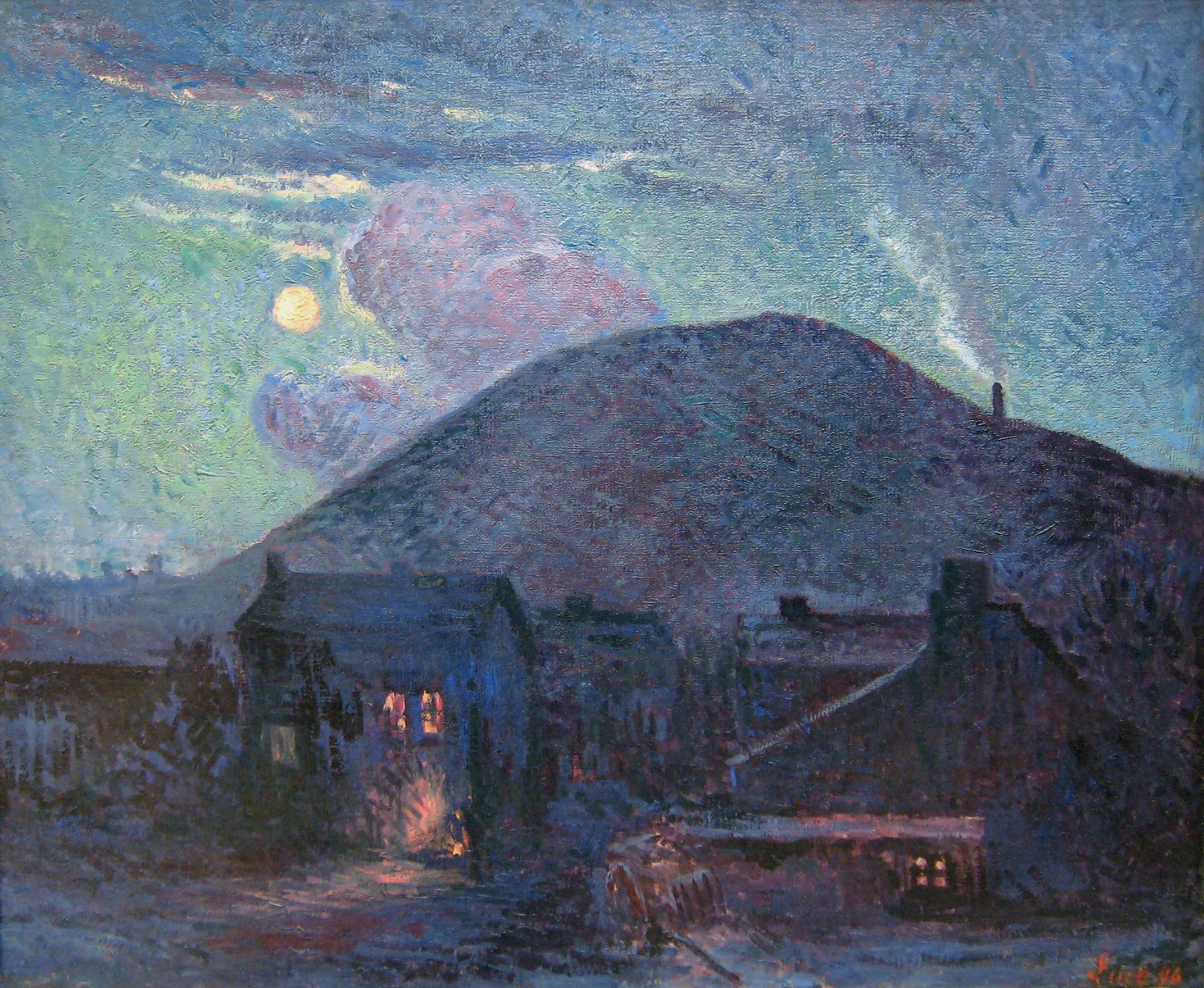
Maximilien Luce Terril de charbonnage (1896)
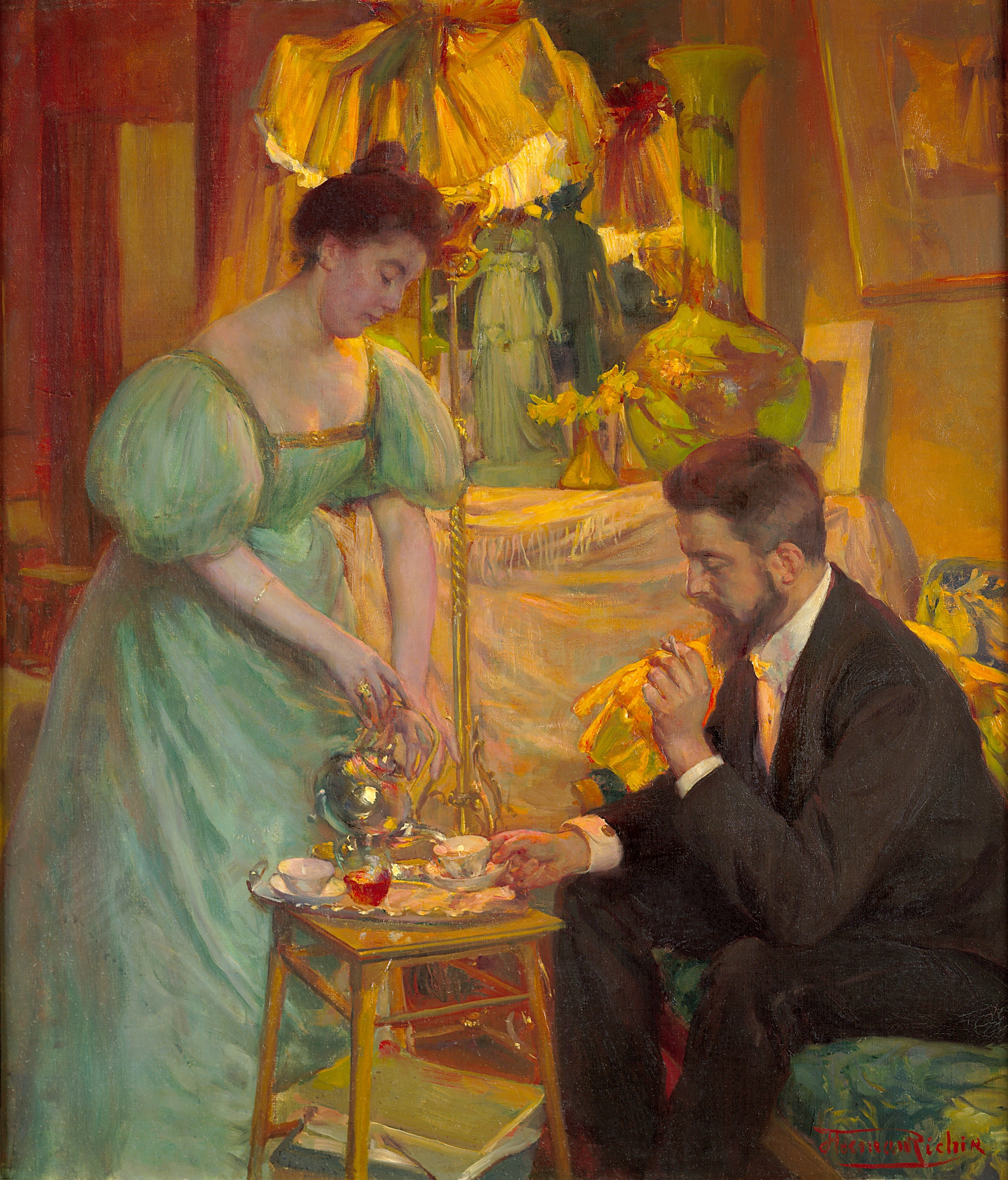
Herman Richir Le Thé (Portrait de Juliette et Rodolphe Wytsman)
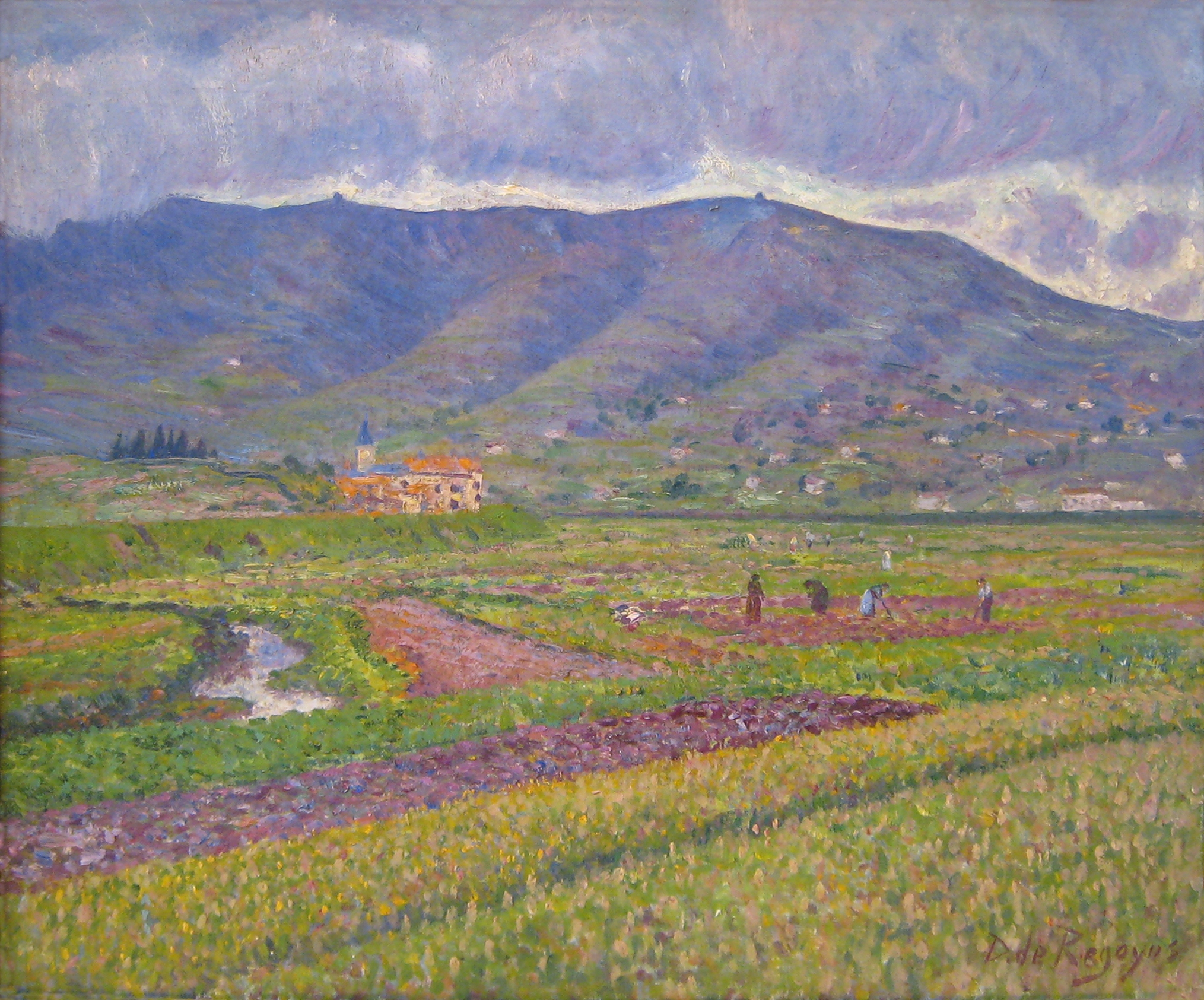
Darío de Regoyos Pluie de mai. Pays basque (1902)
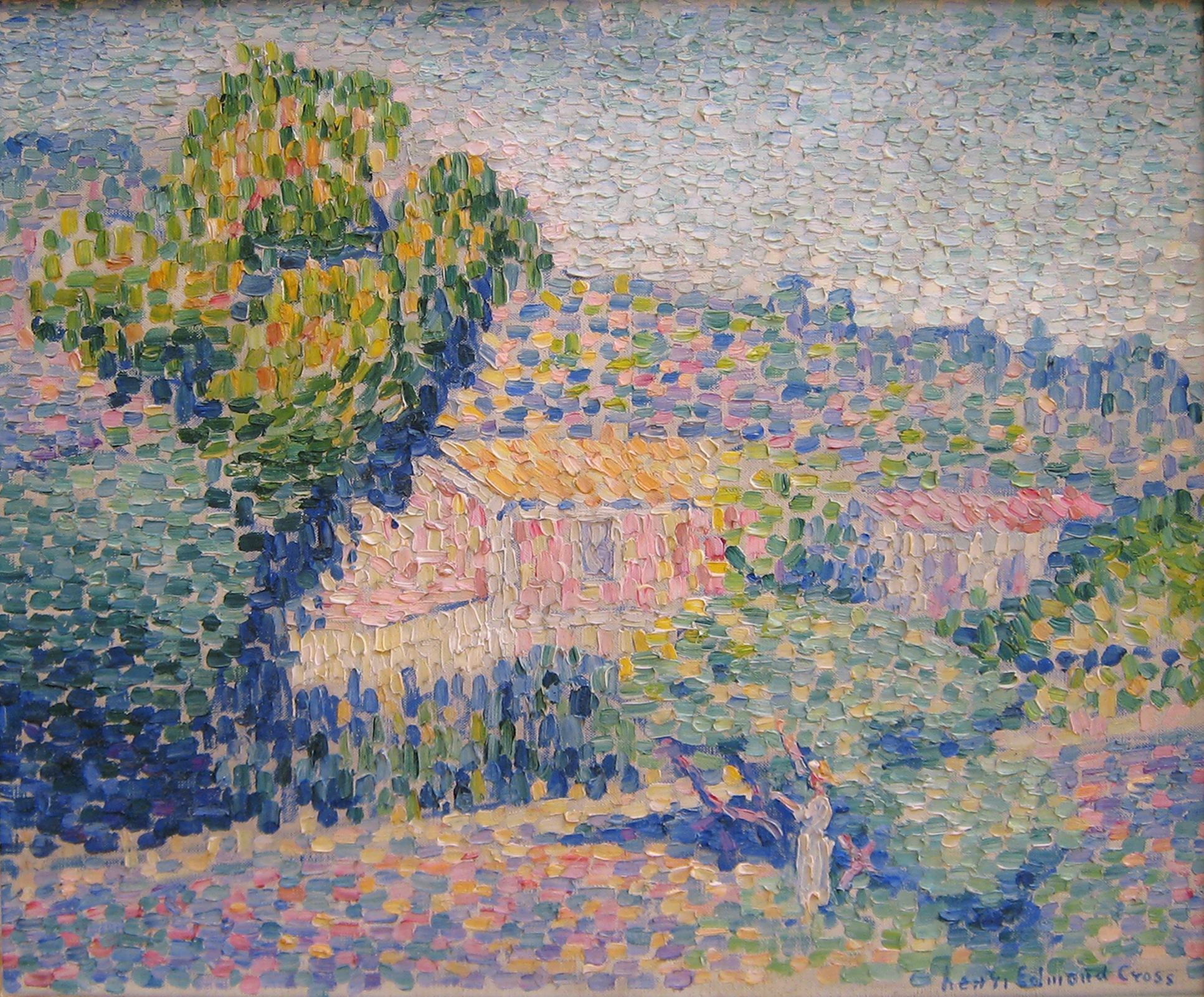
Henri-Edmond Cross La Maison rose (c. 1901-05)
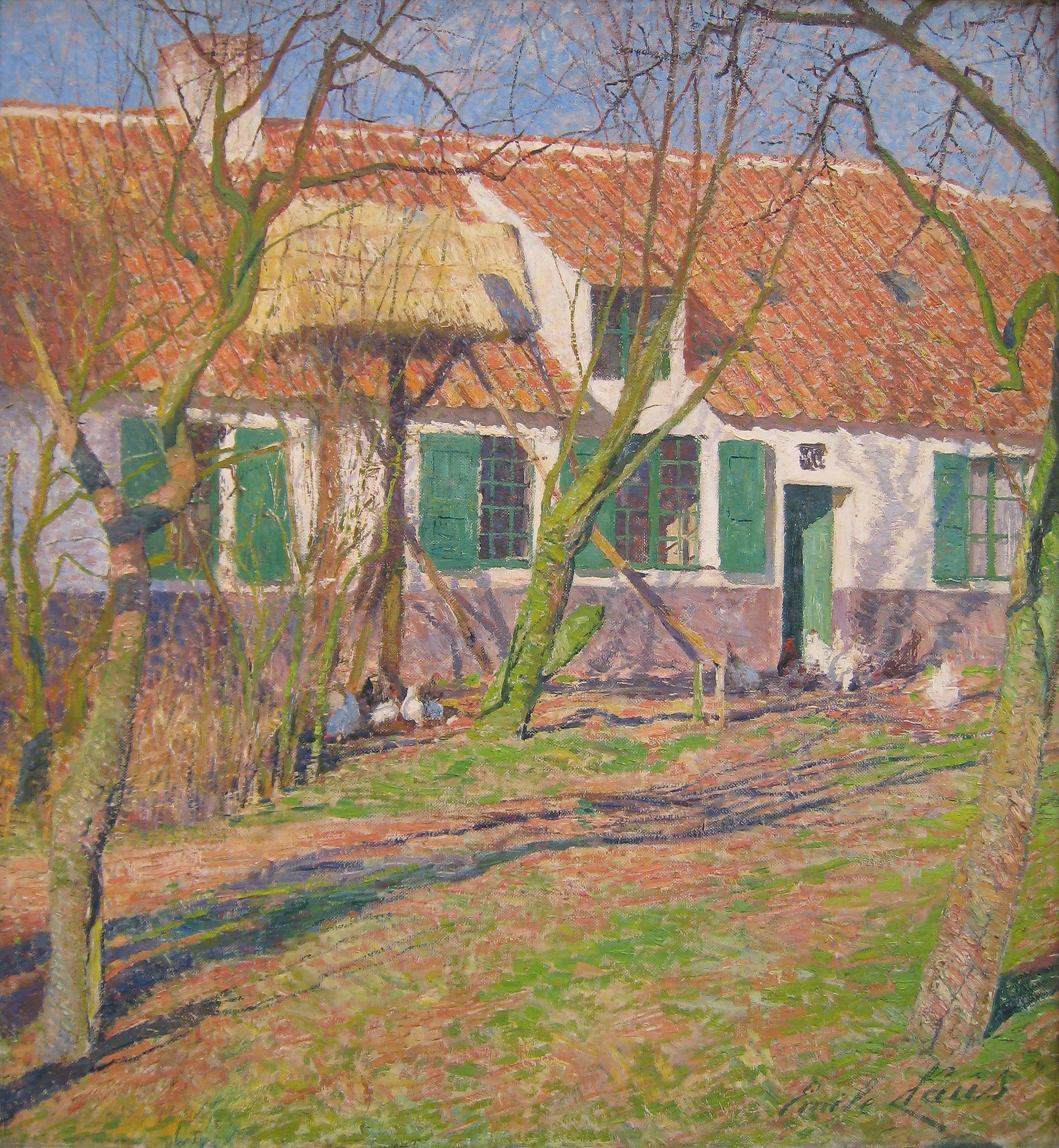
Émile Claus Ferme en Flandre (1994)
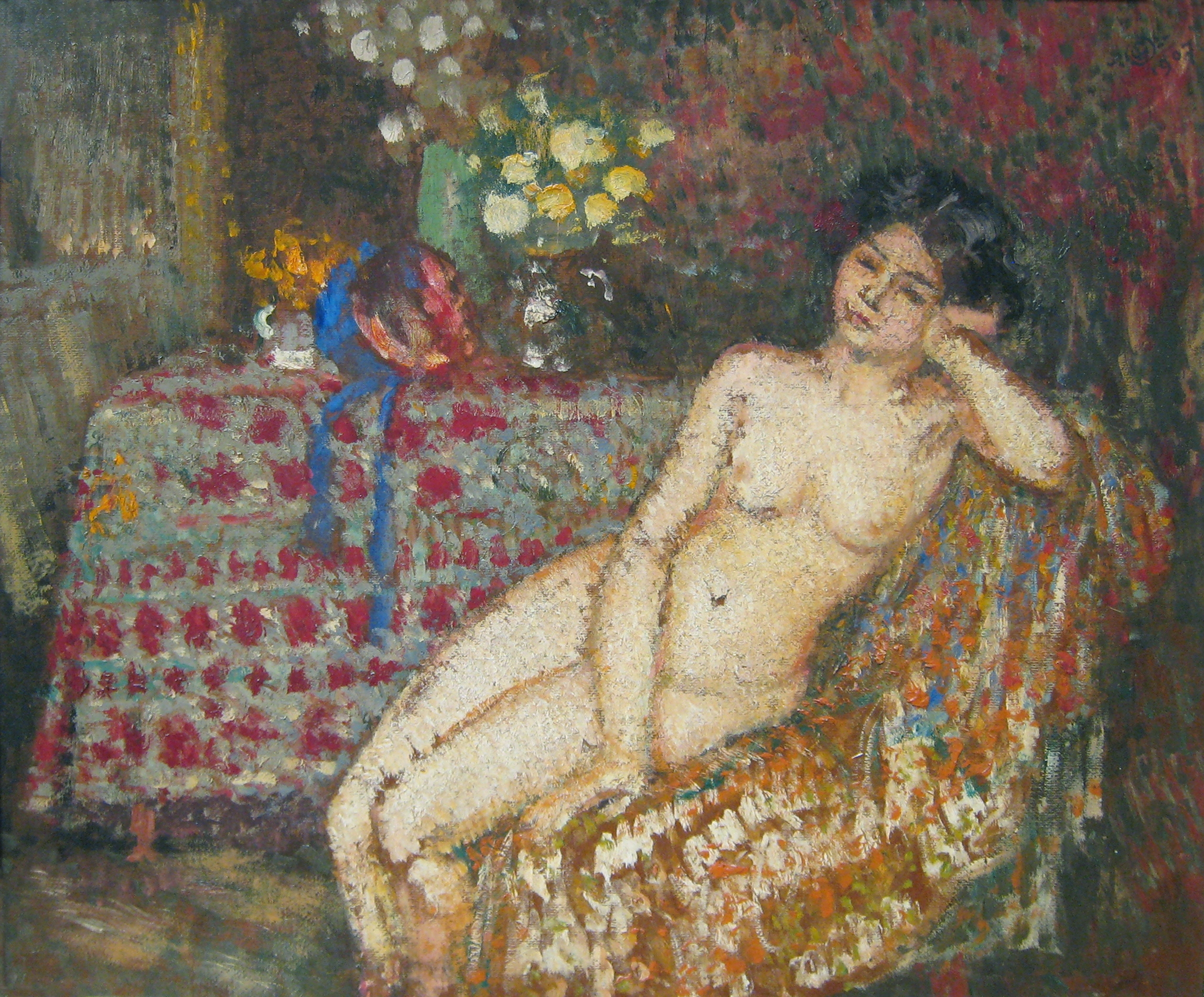
Georges Lemmen Nu (1907)
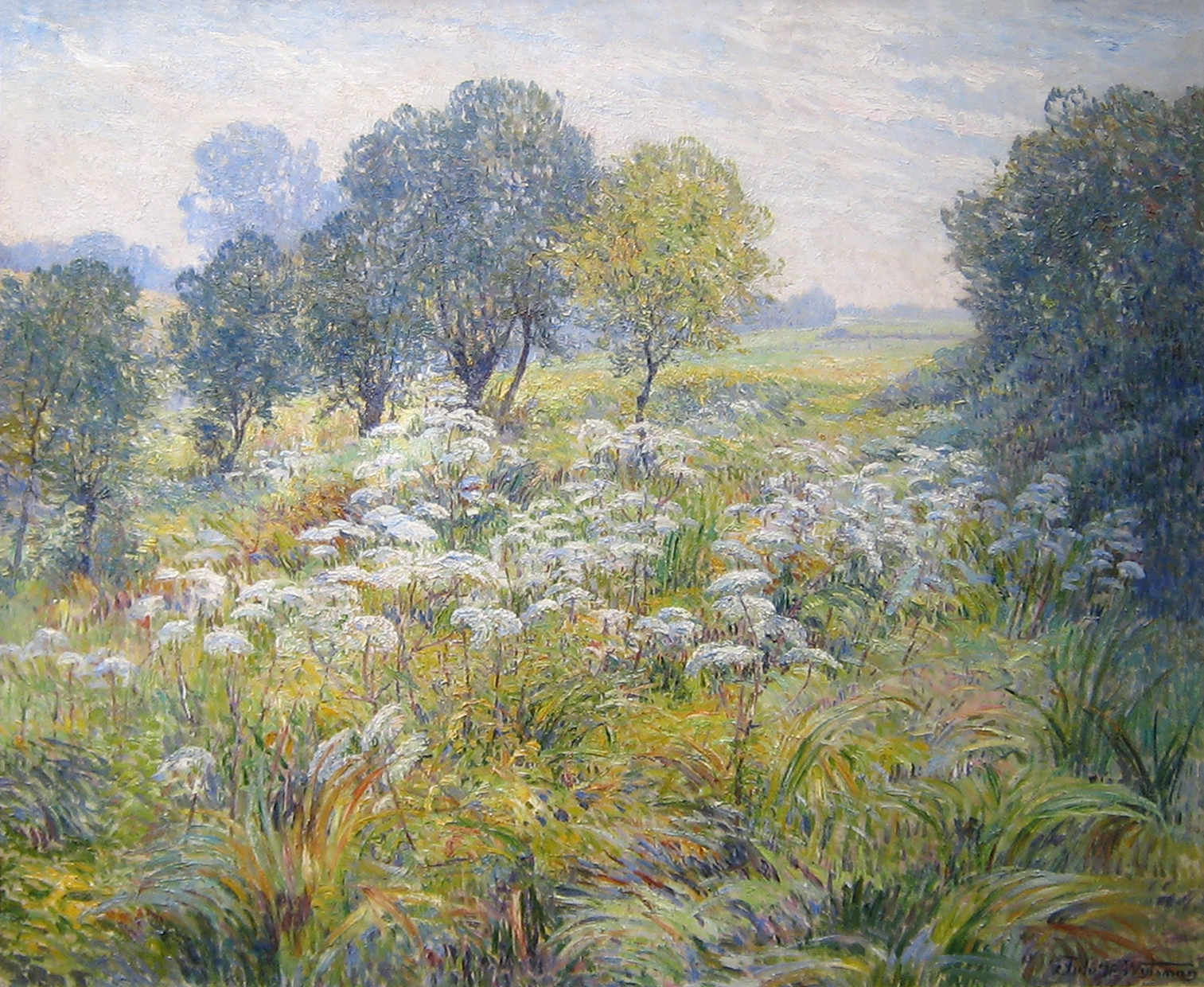
Juliette Wytsman Spirées
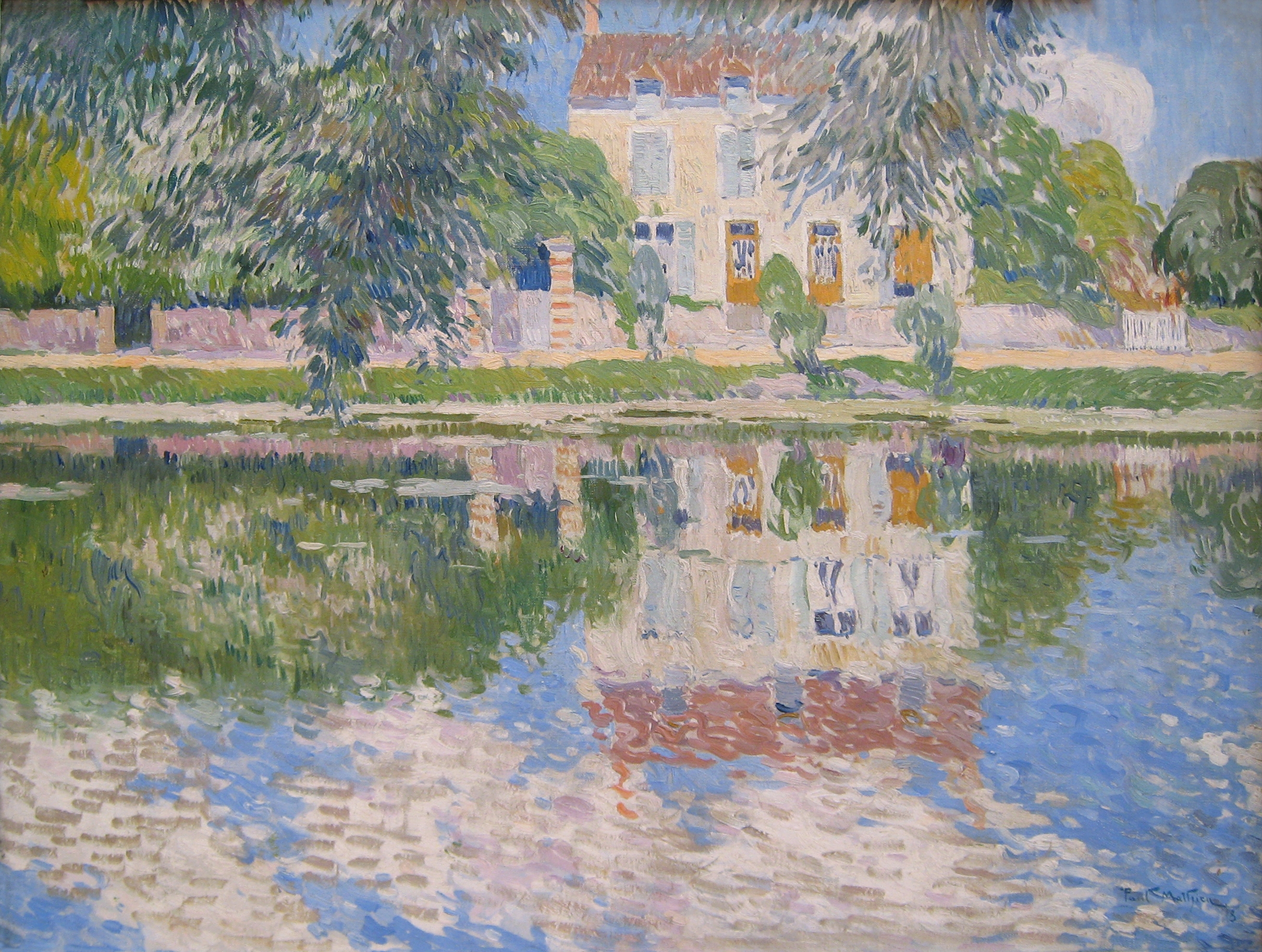
Paul Mathieu La Maison au bord de l'eau (1918)

## Accès
- Bus 71, arrêt Van Volsem.
- Bus 38, 59, 60 arrêt Flagey.
- Bus 54, arrêt Fernand Cocq.
- Bus 95 et 96, arrêt Blyckaerts.
- Tram 81 et 82, arrêt Flagey.